# Associação Atlética Portuguesa (Rio de Janeiro)
L'Associação Atlética Portuguesa, noto anche semplicemente come Portuguesa, è una società calcistica brasiliana con sede nella città di Rio de Janeiro, capitale dello stato di Rio de Janeiro.

## Storia
Il club è stato fondato il 17 dicembre 1924 da un gruppo di uomini d'affari. Dopo aver viaggiato a Santos, hanno giocato una partita di calcio contro un gruppo di imprenditori di Santos. La partita è terminata 1-1. Dopo il ritorno a Rio de Janeiro, hanno deciso di fondare una squadra di calcio. La Portuguesa prese il nome dall'Associação Atlética Portuguesa, una squadra di calcio di Santos. La Portuguesa è ricordata per aver sconfitto il Real Madrid, la squadra più famosa d'Europa nel 1969, con il risultato di 2-1. Uno dei giocatori più notati in quella partita è stato Escurinho, che ha giocato parte della sua carriera per il Fluminense e per la nazionale brasiliana. Nel 1969, alcune squadre europee pensarono di comprare Escurinho, ma avevano rinunciato a causa della sua età (39 anni).

## Palmarès

### Competizioni statali
- Campeonato Carioca Série A2: 3

1996, 2000, 2003
- Copa Rio: 3

2000, 2016, 2023

## Collegamenti esterni

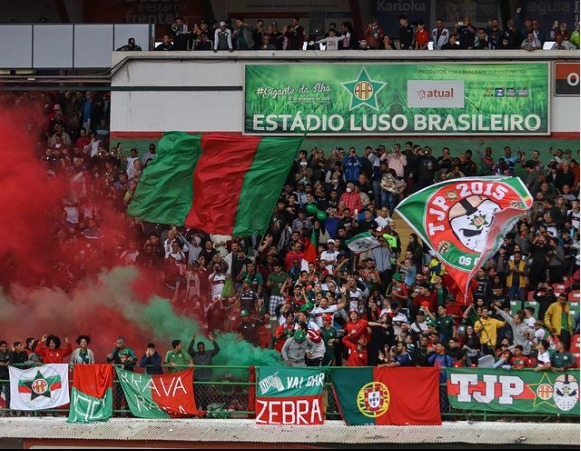

### Altri piazzamenti
- Campeonato Carioca Série B:

Secondo posto: 2015